# Turquie aux Jeux olympiques d'hiver de 1984
L'équipe olympique de Turquie  a participé  aux Jeux olympiques d'hiver de 1984 à Sarajevo en Yougoslavie. Elle prit part aux Jeux olympiques d'hiver pour la huitième fois de son histoire et son équipe formée de sept athlètes ne remporta aucune médaille.